# ブルース氏族
ブルース氏族（スコットランド・ゲール語: Clann Brus）は、スコットランド・キンカーディン出身の氏族である。この氏族は14世紀に2人のスコットランド王を出した王家であった。

## 歴史

### 氏族の起源
ブルース の姓は、フランス・ノルマンディーのシェルブールとヴァロネの間に位置して、現在ではブリと呼ばれる地に由来するフランス語のde Brus ないしde Bruisから来ている。イギリスで記録されている最初の一族の者は、1106年にイングランド国王ヘンリー1世碩学王がタンシュブレーの戦いで勝利した後、ともにイングランドに来た初代アナンデイル領主ロバート・ドゥ・ブルースであった。 彼はヨークシャーにて80の荘園を与えられ、後にスケルトン周囲にて13の荘園を与えられた。1124年に即位したてのスコットランド国王デイヴィッド1世聖王からアナンデイルの領主の地位を授かった 。ロバートはギスボロウ小修道院を設立した 。一族の祖であるロバート・ドゥ・ブルースは1066年にウィリアム1世征服王とともにイングランドに来たノルマンディーの騎士であったと長いこと叙述されてきた。しかしながら、ヘイスティングズの戦いの全体的には信用することが出来ない名簿からすると、これは偽造である 。イングランド、スコットランド双方の系統の子孫である初代アナンデイル伯ロバート・ドゥ・ブルースがイングランドに来たのは1106年であった。
ロバート・ドゥ・ブルースはデイヴィッド王子、後のスコットランド国王デイヴィッド1世に同伴する騎士であった。1124年にはデイヴィッド1世による王国の北部奪還に従事している。 イングランドにて神聖ローマ皇后マティルダとブロワ伯スティーブンとの間で内戦が勃発するとデイヴィッド1世は軍を率いて同国に侵攻した。しかしながらロバート・ドゥ・ブルースはデイヴィッド1世には従わず、その代わりにイングランド側に加勢して1138年のスタンダードの戦いにて今、ではアナンデイルの地の領主として知られている自身の息子を捕虜とした。 初代アナンデイル領主ロバート・ドゥ・ブルースは1141年5月11日に没してギスブルンの地に埋葬された。

### 王統の根拠
ブルース氏族のスコットランド王位請求の根拠は、1219年に第4代アナンデイル領主ロバート・ドゥ・ブルースがハンティンドン伯デイヴィッドの娘でスコットランド国王ウィリアム1世獅子王の姪にあたるイゾベル・オブ・ハンティンドンと結婚したことから来ている。この結婚はイングランド、スコットランド双方の地を添えて両家に莫大な富をもたらした。2人の息子で、'競合者' として知られる第5代アナンデイル領主ロバート・ドゥ・ブルースは時には王位後継者（タニスト）であった。スコットランド国王アレグザンダー3世の死亡時にブルースとジョン・ベリヤルの双方が継承を主張した。アレグザンダー3世の孫娘であるノルウェーの乙女マルグレーテ（マーガレット）が後継者に指名されたものの、彼女は1290年に王位を求めてスコットランドへ渡航中に亡くなった。彼女の死から程なくしてブルース家とベイリャル家及びそれぞれの支援者との間での内戦を恐れたことから、スコットランド王国の守護官（摂政）は内戦を回避するために隣国のイングランド国王エドワード1世長脛王に請求者達の仲裁を求めた。スコットランドをウェールズと同じように征服してブリテン島全土を支配することを長いこと待っていたエドワード1世はこれを好機と見做した。1292年にエドワード1世はイングランドに忠誠を誓ったベイリャルの方を選んだ。 しかしながら直にベイリャルはエドワード1世に反旗を翻し、最終的には敗北して1296年のダンバーの戦い後に退位すること余儀なくされた。

### 王冠の獲得

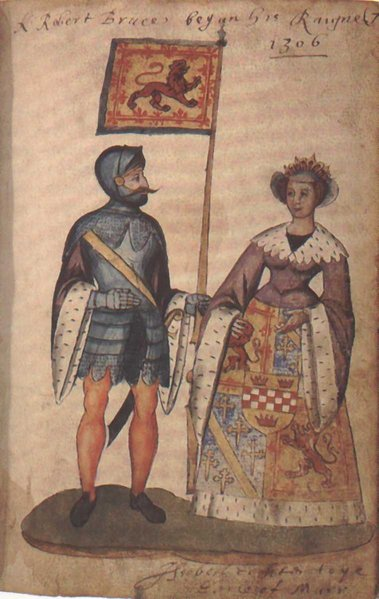
スコットランド国王ロバート1世とイザベラ・オブ・マー。

ジョン・ベイリャルの廃位によってスコットランドは事実上、君主抜きとなった。ロバート・ザ・ブルースはベリック・アポン・ツイードにてエドワード1世に忠誠を誓ったものの、翌年のスコットランドの反乱に加わった際にはこの宣誓を破棄した。1297年の夏に再びエドワード1世に忠誠を誓い、これはアーバインの降伏として知られている。ブルースは、スターリング・ブリッジの戦いの期間中はスコットランド側につく姿勢を見せたもののフォルカークの戦い後にエドワード1世に勝利が戻るとイングランド側につき、アナンデイルとカリックのブルースの地は、エドワード1世の支配権並びにその従者への譲渡から逃れることが出来た。ブルースにはエドワード1世への忠誠こそが生き残れると思えたのかもしれない。
ブルースとその王位を巡るライバルであったジョン3世・カミン（赤毛のカミン）はウィリアム・ウォレスから「スコットランド王国の守護官」の地位を継承したものの互いの敵対心はスコットランドの安全を脅かした。ダンフリーズのグレイフィアーズ教会の中央分離帯にて両者の会談が行われることが調整された。ブルースはカミンの胸を突き刺して殺し、その結果、ローマ教皇クレメンス5世によって破門された。ロバート・ザ・ブルースは1306年にスクーンにてスコットランド国王ロバート1世として戴冠した。ロバート1世はスコットランド軍を率いて1314年のバノックバーンの戦いにてイングランド軍に完勝した 。
1334年にブルース王家の血縁者を主張するトーマス・ブルースがカイルにてロバート・スチュワートとともにイングランドに対して立ち上がった。

### ロバート1世没後
1329年にロバート1世が死ぬと、その息子であるデイヴィッド2世がスコットランド国王となった。1346年にデイヴィッド2世はフランスとの「古い同盟」の条項に従って同国に関心を抱いていたイングランド南部に侵攻するもネヴィルズ・クロスの戦いで大敗して捕虜となり、同年の10月17日にイングランドに収監されて7年間に渡って同国に拘留された。和平交渉の後にデイヴィッド2世はイングランドからスコットランドに帰国してエディンバラ城にて統治を行っていたが、1371年に子を残さないまま不慮の死を遂げた。そのため王位はスチュワート家に移っている。
エリザベス朝下の1597年にエドワード・ブルース卿はキンロス修道院の聖職禄一時保有者となり裁判官に任命されている。1601年には、キンロス卿の称号付きで議会の貴族議員に任命されている。1603年のスコットランド国王ジェイムズ6世によるイングランド王位請求にエドワード・ブルースは同行している。その結果、エドワード・ブルースは後に記録長官として裁判所の役人に任命されている。1608年 にはキンロスのブルース卿としてロード・オブ・パーラメントに叙せられている。1633年にはエドワード・ブルースの息子であるトマス・ブルースが初代エルギン伯爵に叙せられている 。第4代エルギン伯が嗣子を残すことなく没すると、同称号は既にキンカーディン伯爵の称号を保持していたジョージ・ブルース・オブ・カルノックの子孫に移り、結果、1747年に2つの伯位が統一された。
第7代エルギン伯トーマス・ブルースは外交官で、1799年から1803年まで在オスマン帝国大使を務めた。彼は自身の財産の多くを、崩壊ししかかっていた大理石の彫刻作品をアテネ、パルテノンから救い出すことに使った。これらは現在では概してエルギン・マーブルに帰属するところとなっている。その息子であるジェイムズはカナダ総督及びインド総督であった。

## 氏族長
現在の氏族長である第11代エルギン伯アンドリュー・ブルースはスコットランドでの催し物では突出しており、スコットランド族長常任会議の招集者である。

## 城址
以下の城址がブルース氏族に属している。:
- en:Fyvie Castle
- en:Airth Castle
- en:Muness Castle
- en:Thomaston Castle
- en:Culross Palace
- en:Clackmannan Tower
- en:Fingask Castle
- en:Kinross House
- en:Loch Leven Castle
- en:Lochmaben Castle
- en:Turnberry Castle